# Włodzimierz Bronic-Czerechowski
Włodzimierz Bronic-Czerechowski (ur. 27 lutego 1928 w Warszawie) – polski architekt, urbanista, wykładowca akademicki i teoretyk architektury.

## Życiorys
Urodził się w 1928 r. w Warszawie jako syn Franciszka i Zofii z Ulankiewiczów. W okresie II wojny światowej należał (1943–1944) do Armii Krajowej, był dwukrotnie ranny. W 1952 r. ukończył studia na Wydziale Architektury Politechniki Wrocławskiej. Od 1961 r. pracował we wrocławskim biurze projektowo-badawczym Miastoprojekt, w którym był do 1966 r. kierownikiem pracowni opracowującej plan odbudowy Starego Miasta. Jego najważniejszą realizacją we Wrocławiu była zaprojektowana razem z Jerzym Tarnawskim zabudowa placu Nowy Targ, na którym w miejsce rekonstrukcji historycznej zabudowy zdecydowano się na realizację zabudowy mieszkaniowej w stylu modernizmu. Jednocześnie przez wiele lat był zwolennikiem odbudowy fontanny Neptuna na pl. Nowy Targ.
Po emigracji z Polski w latach 60. mieszkał i tworzył w Londynie, tam też studiował architekturę na Greenwich University w latach 1972–1973. Realizował m.in. nowy budynek parlamentu w Londynie, operę w Paryżu, wieżowiec w Belfaście, rewitalizację osiedla Butown-Cardiff, centrum handlowo-usługowo-rozrywkowe Metro Centre Gateshead, centrum rekreacyjne w Jubail, które uczyniły go laureatem międzynarodowych konkursów, a także kompleks szpitalny przy Uniwersytecie w Belfaście, fabrykę, centrum szkolenia, szkołę i hotel w Samarrze w Iraku, przebudowę centrum i projekty centrum handlowego, szkoły i meczetu w Al-Chubar w Arabii Saudyjskiej. Był także profesorem nadzwyczajnym architektury i nauk środowiskowych na Yarmouk University w Irbidzie w Jordanii (1981–1983) oraz profesorem architektury i urbanistyki Polskiego Uniwersytetu na Obczyźnie w Londynie (od 1993 r.). Jako naukowiec prowadził badania nad wpływem konstrukcji dróg i obiektów budowlanych na środowisko, budownictwem mieszkaniowym nowej generacji oraz metodologią programowania i projektowania. Był członkiem Royal Institute of British Architects, Architects Registration Board w Wielkiej Brytanii, Urban Design Group w Londynie i Polskiego Towarzystwa Naukowego na Obczyźnie w Londynie.
Był żonaty z artystką-plastyczką i scenografką Ewą Marią Banach, mieli dwoje dzieci: Ewę Jessicę i Marcina Józefa.

## Odznaczenia
- Krzyż Walecznych[1]
- Krzyż Armii Krajowej[1]
- Krzyż Partyzancki[1]
- Medal Zwycięstwa i Wolności[1]